# Якубов, Алексей Андреевич
Алексе́й Андре́евич Яку́бов (род. 12 апреля 1960, Москва) — советский и российский актёр театра и кино, педагог. Заслуженный артист России (1994).

## Биография
Алексей Андреевич Якубов родился 12 апреля 1960 года в Москве. Окончил ГИТИС в 1980 году (курс О. П. Табакова). В 1980—1985 годах работал в Детском музыкальном театре. С 1985 года — в театре «Сатирикон». Был первым ведущим детской телеигры «Звёздный час».

## Театральные работы
- Шекспир («Что наша жизнь?»)
- Фарцовщик («Лица»)
- Лихос («Геркулес и Авгиевы конюшни»)
- Табаки («Маугли»)
- Экстраваганц («Багдадский вор»)
- Король («Голый король»)
- Г-н Диафуарус («Мнимый больной»)
- Рагно («Сирано де Бержерак»)
- Граф Альбафьорита («Хозяйка гостиницы»)
- Управляющий («Превращение»)
- Петр («Ромео и Джульетта»)
- Ведущий («Шоу-Сатирикон»)
- Джекоб-Крючок («Трехгрошовая опера»)
- Старый Отрапа («Жак и его господин»)
- Розенкранц
- Могильщик («Гамлет»)
- Отец Амброуз («Слуги и снег»)
- Директор
- Дрозд («Шантеклер»)
- Дезидерио («Синьор Тодеро хозяин»
- Юсов («Доходное место»)
- Шприх («Маскарад»)
- Фанфур («Синее чудовище»)

## Фильмография
- 1979 — Экипаж — Костя, отец ребенка Натальи
- 1981 — Родня
- 1981 — Ожидаются похолодание и снег
- 1989 — Частный детектив, или Операция «Кооперация» — Шурик
- 1991 — Пустыня
- 1992 — Кешка и маг
- 1993 — Стреляющие ангелы
- 1993 — Русский регтайм — Милиционер
- 1995 — Ширли-мырли — водитель, друг и пособник Василия Кроликова
- 1996 — Страницы театральной пародии
- 1999 — Шутить изволите?
- 1999 — Что сказал покойник — усатый преступник, убивший старуху в парке
- 1999 — Небо в алмазах — Лугов
- 1999 — Д.Д.Д. Досье детектива Дубровского — милиционер в Чите
- 2000 — Особенности банной политики, или Баня 2 — генерал
- 2003 — С Новым годом! С новым счастьем!
- 2003 — Бульварный переплёт
- 2004 — Зимний роман
- 2005 — Золотой телёнок — Супругов
- 2005—2007 — Таксистка 2, 3 и 4 — Юрасик, любовник Люськи
- 2006 — Кто в доме хозяин? — Денис
- 2007 — Сеньор Тодеро — хозяин — Дезидерио, управляющий Тодеро
- 2007 — Проклятый рай — Семеныч
- 2008 — Солдаты. Новый призыв
- 2008 — Принцесса цирка — Вольдемар
- 2008 — Капкан для киллера
- 2009 — Исаев — Гомонюк
- 2009 — Воронины — Толик, бармен в «Пиццерини»
- 2009 — Одна за всех — Гена, муж Натальи Молотовой (2 сезон, скетчи с боксёршей)
- 2010 — Стэп бай стэп — Константин Доронин
- 2010 — Марго. Огненный крест — сержант Жук
- 2010 — Аптекарь
- 2010 — Нанолюбовь — Игорь Андреевич Сажин, физрук
- 2016 — Следователь Тихонов — Иван Сергеевич Алёхин, вор
- 2018 — Соседи — Валентин Ивтеев, лучший друг Кораблева, муж Клавдии, лётчик на пенсии